# Lacs Menihek
Les lacs Menihek sont une longue étendue d'eau régulée alimentée par la rivière Ashuanipi, située dans le centre-est de la péninsule du Québec-Labrador, dans la province canadienne de Terre-Neuve-et-Labrador.

## Toponymie
Le nom Menihek fut décidé en 1950 peu avant la construction du barrage et la création des lacs. Menihek signifie chemin difficile ou sentier difficile en innu-aimun. Les Innus ou Montagnais, ou encore Naskapis sont un peuple autochtone originaire de l'Est de la péninsule du Québec-Labrador. Les vallées de la rivière Ashuanipi et de la rivière Moisie constituent une voie de communication ancestrale pour les Innus, reliant directement le golfe du Saint-Laurent au centre de la péninsule du Québec-Labrador par de nombreux portages. Vers la fin de l’été, les Innus quittaient la mer par la rivière Moisie pour gagner le Nitassinan, leur territoire traditionnel de chasse.

## Histoire
Le réservoir s'est formé lors de la mise en eau de la centrale hydroélectrique Menihek, construite entre 1951 et 1954 pour alimenter la nouvelle ville minière de Schefferville en électricité. L'exploitant de la centrale était la Compagnie Iron Ore du Canada (IOC) jusqu'en 2007. Depuis lors, l'usine est exploitée par Nalcor Energy.

## Géographie
Les lacs Menihek, d'une superficie de 277 km², s'étirent sur environ 110 km de long du nord au sud à l'est du Labrador. Le réservoir n'est pas constitué d'un lac unique, mais de plusieurs étendues d'eau séparées par des goulets d'étranglement. La largeur maximale est d'environ 7 km au niveau du barrage, tandis que certains points ne sont larges que de quelques dizaines de mètres.
La mise en eau a créé d'innombrables îles et presqu'îles, au fond d'une vallée au relief peu marqué et sur un terrain imperméable. Une grande île s'étirant sur plus de 17 km de long se trouve au milieu du lac dans la partie sud. La longueur totale des côtes n'est pas connue. La partie sud est particulièrement complexe, se composant de trois branches parallèles dont la branche centrale où coule la rivière Ashuanipi.
Les reliefs dominant les lacs à l'ouest sont marqués, les points hauts atteignant des altitudes de 700 m voire 750 m. Les cours d'eau venant du plateau comme la rivière McPhadyen créent des lacs en amont et franchissent la chaîne par des vallées étroites avec des rapides.
La partie orientale des lacs est en revanche marquée par une absence de véritable relief, avec une altitude moyenne de 500 m.

## Hydrologie
Les lacs Menihek sont drainés par la rivière Ashuanipi qui prend sa source au lac Ashuanipi à environ 80 km au sud. Le cours d'eau s'écoule du sud au nord entre le lac Ashuanipi et le barrage de la centrale Menihek avec quelques coudes mineurs. Les lacs Menihek constituent autant un élargissement artificiel de la rivière Ashuanipi qu'un lac classique. L'altitude du niveau d'eau en amont de 485 m est ainsi plus élevée que celle au niveau du barrage de 475 m, s'expliquant par la longueur du lac et la présence d'un courant, avec un cycle de renouvellement court.
Le barrage en béton de 228,6 m de long a été érigé sur le site des rapides de Menihek. Le débit moyen à ce niveau est de 395 m³ / s. Le bassin versant en amont a une superficie de 19 166 km². Le volume de stockage utilisable est de 423,8 millions de mètres cubes. Le déversoir est conçu pour un débit sortant de 4 248 m³ / s. En aval se trouve le réservoir Smallwood, construit en 1967-1971 et alimentant le fleuve Churchill.
Les principaux affluents des lacs Menihek sont :
- la rivière Ashuanipi venant du sud ;
- la rivière McPhadyen venant de l'ouest, au milieu du lac ;
- la rivière du lac Milner venant des lacs Clark[8], Square[9] et Milner[10] à l'ouest, au sud de la rivière McPhadyen. Une branche prend sa source à l'ouest (53° 49′ 07″ N, 67° 29′ 49″ O) à la frontière avec le Québec. Les autres branches prennent leur source au sud-ouest à la frontière avec le Québec en amont du lac Bellenger[11] (53° 32′ 16″ N, 67° 05′ 42″ O) et non loin du lac Bellenger (53° 32′ 37″ N, 67° 04′ 54″ O) ;
- la rivière du lac Howell venant de l'ouest[8], au nord de la rivière McPhadyen.

## Géologie
La forme particulière des lacs matérialise la fosse du Labrador qui s'étire du nord au sud dans la partie centrale de la péninsule du Québec-Labrador, suivant une courbe concave entre Schefferville et Labrador City. L'abondante rivière Howells venant de l'ouest du lac Howells à travers une profonde vallée glaciaire avancée en territoire québécois constitue le prolongement géologique des lacs Menihek.
Le lac est bordé par la limite orientale du Complexe de l'Ashuanipi (environ 90 000 km²), subdivision de la Province du Supérieur. La Province du Supérieur constitue le cœur du bouclier canadien et du continent nord-américain, représentant le plus vaste craton archéen terrestre sur un territoire d'environ 1 400 000 km² dont plus de 740 000 km² se trouvent au Québec.
La partie orientale des lacs correspond à la Province de Churchill, province tectonique du bouclier canadien englobant entre autres le secteur situé entre les Provinces du Supérieur et de Nain, dans le nord-est du Québec et dans le nord du Labrador.
La Formation de Menihek est l'unité supérieure d'une séquence transgressive constituée de sédiments de plate-forme appartenant au Groupe de Ferriman qui s'est déposé dans l'avant-pays de la fosse du Labrador durant le deuxième cycle de sédimentation et de volcanisme.

## Voies de communication
La ligne de chemin de fer du Transport ferroviaire Tshiuetin (ancienne subdivision Menihek du chemin de fer de la Côte-Nord et du Labrador jusqu'en 2005) longe la rive orientale du lac et passe sur le barrage de la centrale Menihek. Le chemin de fer, à vocation initialement industrielle, se compose d'une voie unique avec des évitements à intervalles variables permettant aux trains montants à vide de croiser les trains descendants chargés de minerai de fer.
Les haltes du Transport ferroviaire Tshiuetin situées sur la rive orientale du lac :
- Esker (liaison par une route secondaire à la Translabradorienne à l'ouest de Churchill Falls) ;
- Livingston (voie de retournement) ;
- Cavanagh ;
- Faden ;
- Menihek (1 km au sud du barrage de la centrale hydroélectrique Menihek).

Le terrain dans cette région éloignée est accidenté et le barrage de la centrale Menihek n'est accessible que par un étroit chemin de terre en provenance de Schefferville.